# Nadur

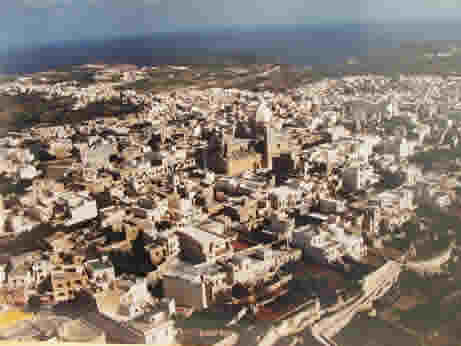
Luftbild von Nadur

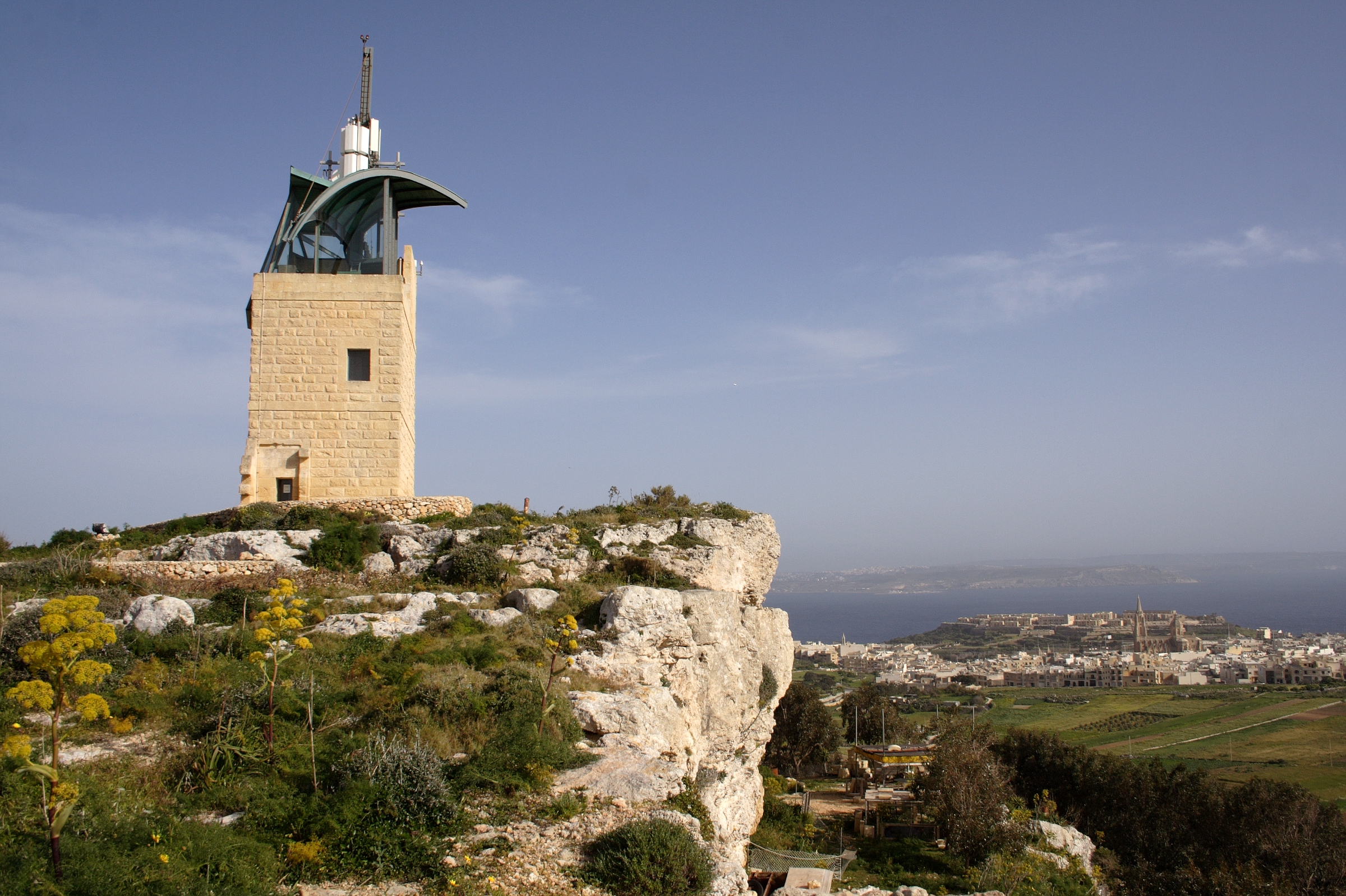
Kenuna Tower in Nadur

Nadur (oder In-Nadur) ist eine Stadt im nordöstlichen Teil der Insel Gozo, die zur Republik Malta gehört. Sie hat 4232 Einwohner (Stand 31. Dezember 2020).
Nadur ist Mitglied der European Charter – Villages of Europe, eine Gruppe ländlicher Gemeinden aus allen 28 EU-Ländern.

## Geschichte
Das maltesische Wort nadur bedeutet im Deutschen „Ausblick“ und leitet sich aus dem arabischen Wort nadara ab. Daher kommt auch das Motto der Stadt.
Es gibt keine archäologischen Dokumente, die über die Kolonisation Nadurs durch ihre ersten Einwohner Auskunft gäben. Dennoch ist bekannt, dass in der Hochebene und ihrer Umgebung verstreute Bauernhöfe schon lange vor der Erhebung dieses Gebietes zur Kirchengemeinde 1688 existierten. Die einzigen frühgeschichtlichen Spuren waren eine Anzahl großer, flacher Steine, die man in einem Feld zwischen San Blas Bay und Daħlet Qorrot fand. Laut dem Buch „Geschichte Gozos“ von G. P. F. Agius de Soldanis waren die ursprünglich überdachten Strukturen, die es heute nicht mehr gibt, eine Art Göttertempel. Dort ist man auch der Meinung, diese Steinplatten seien nicht von Menschenhand, sondern von Riesen dorthin gebracht worden, wo sie heute liegen. Nadur soll schon zu griechischer Zeit gegründet worden sein. Als Beweis dafür wird eine Bronzestatue des Apollo angeführt, die 1744 in Nadur gefunden wurde.
In seiner gesamten Geschichte hat Nadur eine große Rolle in der Verteidigung der Insel gegen die Korsaren gespielt, daher der Name (Ausguck). Während der Herrschaft der Malteserritter baute Großmeister Nicholas Cotoner einen Wachturm, auf den die beiden Türme in San Blas und Daħlet Qorrot hinweisen. Er ist als Ta’ Sopu Tower bekannt.
Ein weiterer Wachturm in Nadur ist der Ta’ Kenuna Tower, von den Briten Mitte des 19. Jahrhunderts gebaut. Er diente als Telegrafenverbindung zwischen den Inseln Malta und Gozo. Von der Spitze dieses Turms kann man den größten Teil von Gozo, Comino und den nördlichen Teil Maltas sehen.

## Nadur heute
Nadur ist mit über 4000 Einwohnern nach Victoria die zweitgrößte und eine der wichtigsten Städte Gozos. Ein großer Teil der Einwohner wanderte nach dem Zweiten Weltkrieg in die USA, nach Kanada oder Australien aus.
In Nadur gibt es noch ziemlich viele Bauern – meistens Nebenerwerbslandwirte. Aus den Obstgärten von Nadur kommen viele heimische Früchte, wie Zwetschgen, Pfirsiche, Äpfel, Orangen und Zitronen. Diese Produkte waren Basis wirtschaftlicher Kontakte mit Malta während der letzten 3000 Jahre. Auch heute spielt der Handel mit Zitrusfrüchten noch eine große Rolle; die meisten davon werden in Nadur angebaut. In letzter Zeit hat die Gemeinde die Anpflanzung von Olivenbäumen aus Italien gefördert, da die Zahl dieser Bäume in den letzten Jahren stark abgenommen hat.
Ein großer Teil der anderen Einwohner Nadurs bestreiten ihren Lebensunterhalt als Fischer oder Seeleute. Dieses Handwerk war schon zu einer Zeit verbreitet, als die Fischereimethoden in Malta eher einfach waren. Etliche Fischer aus Nadur ertranken damals in Stürmen.

## Die Pfarrei Nadur
Das religiöse Fest von Nadur, Mnarja, wird am 29. Juni gefeiert. Das Fest war bei Flitterwöchnern sehr beliebt und sein Name weist auf den Sommeranfang hin. Er leitet sich von dem italienischen Wort luminaria (dt.: Beleuchtung) her. Das Fest ist tief in der maltesischen sommerlichen Tradition verwurzelt.
Das Standbild von Peter und Paul in der dortigen Kirche wurde 1882 in Marseille geschnitzt. Am Karfreitag werden einige Statuen in der Prozession, die Leiden und Kreuzigung Jesu Christi darstellt, durch die Straßen getragen. Am Ostermorgen folgt ihnen eine Statue des auferstandenen Christus.
Nadur wurde am 28. April 1688 von Bischof Cocco Palmeri zur eigenen Kirchengemeinde erhoben. Bernhard Haber war ihr erster Pfarrer. Die Gemeinde umfasste damals auch Għajnsielem, Qala und Comino und 532 Seelen wohnten dort. Die Pfarrkirche St. Peter und Paul ist in architektonischer und kirchenmalerischer Hinsicht ein bedeutendes Kunstwerk. Sie besitzt reiche Marmorarbeiten und wurde an Stelle einer früheren, kleineren Kirche am höchsten Punkt der Stadt errichtet.

## Die Basilika St. Peter & Paul

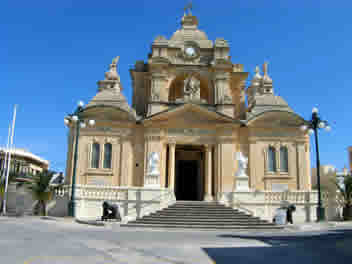
Basilika von Nadur

Der Bau der heutigen Kirche begann am 28. September 1760. Sie wurde vom maltesischen Architekten Giuseppe Bonniċi (1707–1779) entworfen.
1907 wurde sie renoviert, wobei die Seitenschiffe, die Kuppel und die Fassade von F.S. Sciortino im Stil der italienischen Renaissance gestaltet wurden. Die Deckenmalerei, die Szenen aus dem Leben der Heiligen Peter und Paul darstellen, wurde von Lazarro Pisani (aus Żebbuġ) geschaffen. Die architektonischen Verzierungen sind ein Werk des Italieners Pio Cellini. Die Renovierung wurde hauptsächlich von Erzpriester Martin Camilleri betrieben.
Am 26. Juni 1967 wurde die im Bistum Gozo liegende Kirche von Papst Paul VI. zur Basilika erhoben.
Die Pfarrei hat ihre eigene Radiostation, Radjuluminaria.

## Städtepartnerschaft
Zwischen Nadur und der italienischen Gemeinde Cicciano in Kampanien (Metropolitanstadt Neapel) bestehen partnerschaftliche Beziehungen.
Zudem ist Nadur der Vertreter Maltas in der European Charter – Villages of Europe, einer Vereinigung ländlicher Gemeinden aus allen 27 EU-Ländern.